# Marquesado de Castillo de Lerés
El marquesado de Castillo de Lerés es un título nobiliario español, de carácter vitalicio y no hereditario, creado el 24 de junio de 2025 por el rey Felipe VI de España y otorgado al bioquímico Carlos López Otín.

## Denominación
El título recibe su nombre de la localidad Castillo de Lerés, perteneciente al municipio de Sabiñánigo, lugar de origen del primer titular.

## Concesión
Fue creado mediante Real Decreto 516/2025, de 24 de junio, (publicado en el BOE del 25 de junio):

«La labor investigadora y divulgadora de don Carlos López Otín en medicina, bioquímica y biología molecular ha propiciado grandes avances en ámbitos como el estudio del cáncer, la comprensión de las claves moleculares del envejecimiento y el tratamiento de enfermedades minoritarias, con un impacto positivo en la vida, la salud y el bienestar de tantas personas, lo que le hace digno de singular reconocimiento, por lo que, queriendo demostrarle mi Real aprecio,
Vengo en otorgarle, con carácter vitalicio, el título de Marqués de Castillo de Lerés, de acuerdo con la legislación nobiliaria española.»
Felipe R.

## Marqueses de Castillo de Lerés
|                        | Titular                | Periodo                |
| Creación por Felipe VI | Creación por Felipe VI | Creación por Felipe VI |
| ---------------------- | ---------------------- | ---------------------- |
| I                      | Carlos López Otín      | 2025-actual titular    |

## Historia de los marqueses de Castillo de Lerés
- Carlos López Otín (n. Sabiñánigo, 22 de diciembre de 1958), I marqués de Castillo de Lerés, académico de la Real Academia de Ciencias Exactas, Físicas y Naturales y Premio Nacional de Investigación Santiago Ramón y Cajal.

Casado con Gloria Velasco Cotarelo. Tienen dos hijos: Daniel López Velasco y Laura López Velasco.